# Alcacim ibne Hamude Almamune
Alcacim Almamune (em árabe: المأمون القاسم بن حمود; romaniz.: al-Maʾmūn al-Qāsim bin Ḥammūd) foi um califa de Córdova da dinastia hamúdida em Alandalus (a Espanha islâmica) entre 1018 e 1021 e, por um curto período, em 1023. Seu reinado ocorreu durante a chamada Guerra civil no Al-Andalus.

## Primeiro califado
Governador de Sevilha, seus seguidores o chamaram durante o vazio de poder que decorreu do assassinato, em 22 de março de 1018, de seu irmão, o califa Ali ibne Hamude Anácer, para socorrer a cidade de Córdova e o proclamaram como sendo o novo califa com o título (lacabe) de "Almamune" ("O que inspira confiança"). Simultaneamente, os omíadas proclamaram como califa um membro de sua família, Abderramão IV, que, à frente de um poderoso exército, marcou contra a capital do califado.
Este primeiro empecilho no reinado de Alcacim se resolveu quando Abderramão foi traído por seus aliados e foi assassinado durante o certo à cidade de Guadix. Ele conseguiu governar por três anos em relativa paz, até que, em 1021, seu sobrinho Iáia ibne Ali ibne Hamude Almotali reclamou o trono alegando ser um herdeiro legítimo de seu pai, o califa anterior Anácer, e, à frente de um exército, se dirigiu à Córdova.
Alcacim, sem o apoio dos berberes que, até então, o suportavam no trono, abandonou a cidade  e se refugiou em Sevilha, o que permitiu que Iáia se proclamasse o califa em 13 de agosto de 1021.
Durante pouco mais de um ano, coexistiram dois califas, um em Córdova e outro em Sevilha, mas a incapacidade de Iáia de sufocar as contínuas revoltas que apareciam em sua corte o obrigaram, em fevereiro de 1023, a abandonar a capital e deixar livre o caminho para que seu tio Alcacim recuperasse o califado.

## Segundo califado
O segundo período como califa se estendeu até agosto de 1023, quando Alcacim, enfrentando uma outra revolta da população de Córdova por conta de sua má administração, se viu obrigado a refugiar-se em Jerez, deixando a capital novamente nas mãos de seu sobrinho Iáia. Depois, terminou prisioneiro em Málaga, onde faleceu anos depois.